# Naamloze vennootschap
De naamloze vennootschap (NV (België), N.V. of nv) is een rechtspersoon waarvan het maatschappelijk kapitaal verdeeld is in aandelen die in beginsel vrij overdraagbaar zijn.
De naamloze vennootschap is 'naamloos' omdat er geen verplichting bestaat tot het houden van een register van aandeelhouders. De vennoten blijven als het ware buiten beeld; zij zijn anoniem. Het is de meest geschikte vennootschap voor grootschalig aandeelhouderschap van vennoten die elkaar niet hoeven te kennen. Als de aandelen aan toonder zijn, dan is het mogelijk dat zelfs de vennootschap of het bestuur niet alle vennoten of aandeelhouders kent. Beperkte aansprakelijkheid en rechtspersoonlijkheid zijn logischerwijs verbonden met deze anonimiteit.

## België
De naamloze vennootschap in Belgisch recht wordt geregeld in het Wetboek van Vennootschappen (Boek VIII, artikels 437 t.e.m. 673). Het is een vennootschapsvorm die aan de onderneming beperkte aansprakelijkheid verleent en het is de enige vennootschapsvorm in België waarvan de aandelen verhandelbaar zijn op de beurs. 
Enkele kenmerken van de naamloze vennootschap in België:
- Aantal aandeelhouders: minimaal één. Er zijn 3 vormen van bestuur: monetisch bestuur, duaal bestuur en enige bestuurder.
- Kapitaal: Wettelijk minimum kapitaal van 61.500 euro. Dit bedrag moet tevens volledig volgestort zijn. Bovendien geldt er een stortingsplicht van 1/4 op elk aandeel voor het gedeelte boven de som van 61.500 euro. Voor de inbreng in natura is altijd een verslag van een bedrijfsrevisor vereist. De tussenkomst van de bedrijfsrevisor is ook vereist als aandeelhouders, vennoten of bestuurders binnen de twee jaar na de oprichting een goed willen inbrengen dat aan henzelf toebehoort en minstens 10 % van het kapitaal vertegenwoordigt.
- Aandelen: op naam of gedematerialiseerd. De aandelen zijn vrij overdraagbaar, wanneer niets werd vastgelegd in de statuten, zonder enige beperking. Er is een beperking in verkrijging van eigen aandelen door een nv: maximaal 20% van het geplaatste kapitaal, gebruikte bedragen moeten uitkeerbaar zijn. Dit wil zeggen dat als het geplaatste kapitaal 1.000.000 euro bedraagt, een NV maximaal ter waarde van 200.000 euro eigen aandelen mag bezitten. Hierbij is het geplaatst kapitaal het kapitaal waarop geldig is ingeschreven (ongeacht of er ook al betaald is, er moet gewoon iemand zijn die de verplichting heeft opgenomen om het bedrag te betalen).

Om te beletten dat de vennootschap haar eigen aandelen zou kopen met geld dat ze niet echt heeft, moet het bedrag dat gebruikt wordt, voor winstuitkering vatbaar zijn.
- Akte: notariële akte noodzakelijk
- Financieel Plan: noodzakelijk
- Overdracht van aandelen: in de regel vrij
- Bestuur: door een raad van bestuur (RvB) met minstens drie bestuurders, die optreden als college. Als er slechts twee aandeelhouders zijn, volstaat een RvB met twee bestuurders tot het moment dat er drie aandeelhouders zijn.

In het Franstalig België spreken we van een société anonyme (S.A.).

## Nederland
De Nederlandse naamloze vennootschap is een rechtspersoon waarvan het maatschappelijk kapitaal verdeeld is in aandelen die aan toonder of op naam luiden en die in beginsel vrij overdraagbaar zijn. De overdraagbaarheid van aandelen op naam kan statutair worden beperkt op grond van artikel 2:87 BW.
De wettelijke aspecten van de nv zijn geregeld in de artikelen 64 t/m 174a van Boek 2 van het Nederlandse Burgerlijk Wetboek (titel 4: Naamloze vennootschappen). Een nv kan als enige rechtspersoon een beursnotering aanvragen. Het kapitaal van een NV kan worden ingebracht door een zeer groot aantal personen, zeker wanneer de nv beursgenoteerd is.

### Oprichting
Om een nv op te richten moet aan de volgende eisen voldaan zijn:
- oprichting van de nv geschiedt door middel van een notariële akte (art. 2:64 lid 2 BW) (dit is een ontstaansvoorwaarde);
- bij oprichting van de nv moet het geplaatste en gestorte kapitaal minstens € 45.000 bedragen (art. 2:67 lid 2 BW);
- de statuten dienen aan de eisen der wet te voldoen.

Geen oprichtingsvereiste maar wel verplicht:
- de nv moet worden ingeschreven in het handelsregister.

De minister van Justitie hoeft geen "Verklaring van Geen Bezwaar" meer af te geven. Dit is namelijk afgeschaft per 1 juli 2011;

### Zeggenschap
Het hoogste orgaan van de nv is de Algemene Vergadering van Aandeelhouders (AVA), die minstens eenmaal per jaar bijeenkomt. De dagelijkse leiding van de nv berust bij de raad van bestuur (RvB) (ook wel genoemd de directie). De RvB wordt door de AVA benoemd en ontslagen. In de statuten van de nv kan echter bepaald zijn dat er door de AVA een raad van commissarissen (RvC) wordt benoemd die eveneens namens de AVA toezicht houdt op de RvB. Voor grotere naamloze vennootschappen (structuurvennootschap) is een RvC verplicht.
Uit de aard der zaak weet de RvB (die zich met de dagelijkse gang van zaken van de nv bezighoudt) veel meer van de nv en haar onderneming dan de AVA. Met name in het verleden stond de RvC (die wettelijk bezien toezicht op de RvB moet houden) te weinig kritisch tegenover de RvB. De Commissie Tabaksblat heeft vele voorstellen gedaan om tot een beter ondernemingsbestuur te komen. Dit is de Code-Tabaksblat.

### Aansprakelijkheid
Tot op het moment dat aan alle oprichtingseisen is voldaan, zijn de oprichters van de nv hoofdelijk aansprakelijk. De bestuurders van de nv zijn onder normale omstandigheden niet aansprakelijk voor schulden van de nv. In geval van faillissement kunnen de bestuurders echter hoofdelijk aansprakelijk worden gesteld als er sprake is van onbehoorlijk bestuur, terwijl dat onbehoorlijke bestuur tevens een belangrijke oorzaak van het faillissement is. In een aantal gevallen kan een nv ook haar (ex-)bestuurder aansprakelijk stellen wegens wanbeleid. De grote risico's die bestuurders geacht worden te lopen, zijn redenen waarom zij in een aantal gevallen zeer goed betaald worden, een gegeven dat onderwerp is van discussie.
Wanneer aan de eisen is voldaan zijn de aandeelhouders alleen aansprakelijk tot het bedrag waarvoor zij deelnemen in de nv: bij een faillissement worden aandelen waardeloos, maar de aandeelhouders kunnen er geen restschuld aan overhouden. Dit kan uiteraard wel als aandelen worden gekocht met geleend geld, zoals bij aandelenlease.

### Fiscale aspecten
Over de winst van de nv dient door de nv in beginsel vennootschapsbelasting betaald te worden. De AVA beslist op welke wijze de winst na de vennootschapsbelasting wordt verdeeld. Het aan de aandeelhouders uit te keren deel van de winst wordt dividend genoemd. De nv is in beginsel verplicht over dividendbetalingen namens de aandeelhouders dividendbelasting in te houden en aan de fiscus af te dragen. De aldus geheven dividendbelasting kan door de aandeelhouder in beginsel verrekend worden met de eventueel door hen verschuldigde vennootschapsbelasting dan wel inkomstenbelasting. Het niet-uitgekeerde deel van de winst wordt opgenomen in de algemene- of winstreserve, bijvoorbeeld om toekomstige bedrijfsuitbreidingen te realiseren.

## Suriname
In Suriname is geen besloten vennootschap ingevoerd en is de naamloze vennootschap de aangewezen rechtsvorm voor ondernemingen. 

## Enkele andere vormen van vennootschappen
- Stille handelsvennootschap: SHV (in België, afgeschaft sinds 2019)[3]
- Tijdelijke maatschap (alleen in België)
- Maatschap
- Vennootschap onder firma: vof of VOF
- Commanditaire vennootschap: cv (Nederland) of CommV (België)
- Commanditaire vennootschap op aandelen: cv (Nederland) of Comm.VA (België, niet meer op te richten sinds 2019[4].)
- Besloten vennootschap: BV/SRL, de vroegere bvba/SPRL (België)
- Coöperatieve vennootschap: CV (alleen in België)